# Volesvres
Volesvres é uma comuna francesa na região administrativa de Borgonha-Franco-Condado, no departamento Saône-et-Loire. Estende-se por uma área de 21,44 km². Em 2010 a comuna tinha 643 habitantes (densidade: 30 hab./km²).